# أريس (كازاخستان)
أريس (Арыс) هي مدينة في أوبليس كازاخستان الجنوبي في كازاخستان.